# Karl Cook
Karl Cook (né le 25 décembre 1990 à Woodside) est un cavalier américain de saut d'obstacles. Il est médaille d'or de la discipline par équipe lors des Jeux panaméricains de 2023, et médaille d'argent par équipes aux Jeux olympiques d'été de 2024, avec Caracole de La Roque.

## Biographie
Il est le fils de Scott Cook (en), cofondateur de la société de logiciels Intuits, et sa mère est elle aussi une personnalité du monde des affaires, ce qui lui permet de bénéficier de moyens financiers illimités. Avant de devenir cavalier de haut niveau, il a créé sa propre entreprise dans la fabrication d’équipement équestre haut de gamme.
Il est entraîné au saut d'obstacles par le cavalier français Éric Navet,.
Il remporte son tout premier Concours de saut international 5 étoiles (CSI5*), le plus haut niveau, en 2022. Ayant acquis l'excellente jument Caracole de La Roque, il fait rapidement ses preuves avec elle. Il a pour objectif une sélection aux Jeux olympiques d'été de 2024,.
Objectif atteint puisque le couple est membre de l'équipe américaine pour les Jeux Olympiques de Paris 2024, d'où ils rentrent avec une médaille d'argent par équipe. L'équipe, qui termine avec un total de 4 points, était composée de McLain Ward et Ilex (sans faute dans la finale) ainsi que Laura Kraut et Baloutinue (4 points en finale). Le couple réalise deux parcours sans faute dans les épreuves par équipe, puis un autre sans faute dans l'épreuve qualificative individuelle, avant de buter sur le dernier double dans la finale individuelle et de renverser deux barres,,. Ils terminent seizièmes. Déçu, Karl Cook sort de piste en pleurs. Il s'excuse sur les réseaux sociaux auprès de sa jument et de son équipe quelques jours plus tard. A noter que Karl Cook et Caracole de La Roque était originellement le couple réserviste de l'équipe américaine. Cependant, ils intègrent l'équipe après le forfait de Kent Farrington et sa jument, Greya.

## Palmarès
- octobre 2023 : médaille d'or par équipe aux Jeux panaméricains de 2023, avec Caracole de La Roque[3] ;
- décembre 2023 : vainqueur du Grand Prix du CSI5* de Thermal, avec Kalinka van't Zorgvliet[11].
- mai 2024 : vainqueur du Grand Prix du CSIO5* de Rome à 1,60 m, avec Caracole de La Roque[12]
- juin 2024 : second du Grand Prix du CSIO de La Baule à 1,60 m, avec Caracole de La Roque[4]
- médaille d'argent par équipe aux Jeux olympiques d'été de Paris 2024, après un parcours sans faute dans les qualificatives puis dans la finale[6].

## Chevaux
Début 2019, il acquiert la jument Kalinka van't Zorgvliet aux écuries Stephex.
Il acquiert la jument Selle français Caracole de La Roque auprès de Julien Épaillard en janvier 2023,, alors qu'elle est considérée comme la meilleure jument de saut d'obstacles du monde.

## Vie privée
Il a vécu de 2018 et jusqu'en septembre 2021 avec l'actrice américaine Kaley Cuoco. Il garde de cette période de sa vie son look excentrique, avec les cheveux mi-longs et des lunettes de soleil.